# Kina ved vinter-PL 2018
Kina deltog ved vinter-PL 2018 i Pyeongchang, Sydkorea i perioden 9.-18. marts 2018.

## Medaljer
| 2018 Pyeongchang | Guld | Sølv | Bronze | Total |
| Kina             | 1    | 0    | 0      | 1     |

### Medaljevindere
| Medalje | Navn                                                   | Sport            | Event            | Dato      |
| ------- | ------------------------------------------------------ | ---------------- | ---------------- | --------- |
| Guld    | Wang Haitao Chen Jianxin Liu Wei Wang Meng Zhang Qiang | Kørestolscurling | Kørestolscurling | 17. marts |